# Öle
Öle (Lehnwort von lateinisch oleum „Öl“, dieses entlehnt von altgriechisch ἔλαιον élaion „Olivenöl“) ist eine Sammelbezeichnung für organische Flüssigkeiten, die sich nicht mit Wasser mischen lassen. Öle weisen eine höhere Viskosität auf als Wasser.

## Gruppen von Ölen

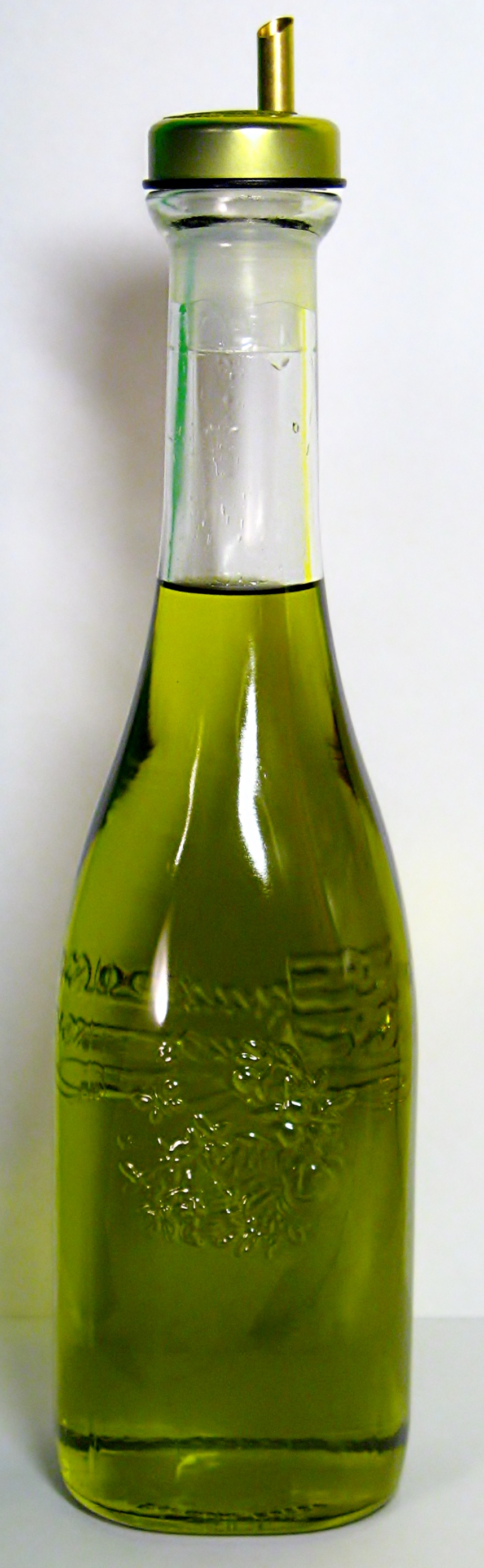
Italienisches Olivenöl

Fette Öle – allgemeine chemische Struktur (R^{1}, R^{2} und R^{3} sind Alkyl- oder Alkenylreste mit einer meist ungeraden Anzahl von Kohlenstoffatomen): Gemische von Fettsäuretriglyceriden.

### Fette Öle
Fette Öle (beim Seetransport als Süßöl bezeichnet) sind Fette, also Gemische von Fettsäuretriglyceriden, die bei Raumtemperatur flüssig sind. Der niedrige Schmelzbereich wird hauptsächlich durch einen hohen Anteil an ungesättigten oder mehrfach ungesättigten Fettsäuren verursacht.
- Viele pflanzliche Öle (wie zum Beispiel Leinöl, Sonnenblumenöl, Olivenöl, Distelöl) dienen unter anderem als Nahrungsmittel und werden daher auch als Speiseöle bezeichnet. Auch als Kraftstoff finden Pflanzenöle Verwendung, entweder im Naturzustand oder in umgeesterter Form als Biodiesel. Als Bindemittel werden sie in Ölfarben eingesetzt.

- Tierische Öle (wie z. B. Tran, Lebertran) werden teilweise als Nahrungsmittel genutzt und finden ähnlich wie auch pflanzliche Öle Verwendung in der chemischen Industrie, z. B. als Rohstoff zur Gewinnung von Seifen.

Fette Öle können auch als lebensmittelverträgliche Schmieröle in der Lebensmittelindustrie benutzt werden. Auch finden sie als biologisch abbaubare Alternative zu Schmierstoffen aus Mineralöl Verwendung, etwa zur Schmierung von Antriebsketten oder Sägeketten in der freien Natur.

### Ätherische Öle
Ätherische Öle sind ölige, wasserdampfflüchtige Extrakte aus Pflanzen oder Pflanzenteilen, die abhängig von der Herkunftspflanze einen starken charakteristischen Geruch haben. Sie bestehen größtenteils aus Terpenen (Beispiele: Zitronenöl, Rosenöl).

### Mineralöle
Mineralöle werden aus Erdöl oder Kohle gewonnen und sind Kohlenwasserstoffverbindungen. Die meisten Verbindungen in den Stoffgemischen gehören chemisch gesehen zur Gruppe der Alkane, geradkettig oder verzweigt. Neben den Alkanen enthalten die meisten Rohöle unter anderem auch Aromaten, oft auch schwefelhaltige organisch-chemische Verbindungen.
Mineralöle sind Ausgangsstoffe für viele Verbindungen der organischen Chemie, beispielsweise zur Herstellung von Kunststoffen.
Mineralöle werden vorzugsweise als Energieträger genutzt und in Kraft- und Treibstoff umgeformt („raffiniert“). Sie stellen daher einen der wichtigsten Energieträger unserer Zivilisation (zum Beispiel Heizöl, Dieselöl, Schweröl) dar. Mineralöle dienen auch als Schmieröl, um direkten Verschleißkontakt zueinander bewegter Flächen zu vermeiden, und als Imprägnier- und Trennmittel (Weißöl).
Leichtflüchtige, ebenfalls aus Erdöl gewonnene Substanzen wie Benzin oder Kerosin werden nicht zu den Ölen gezählt.
Sogenannte „synthetische Öle'“ basieren ebenfalls auf Erdölraffinaten und besitzen eine spezielle Molekülstruktur, die so beim Rohöl nicht vorkommt. Es werden synthetisch hergestellte Kohlenwasserstoffe zugesetzt. Die Annahme, synthetische Öle würden chemisch hergestellt und enthielten ausschließlich nicht in der Natur vorkommende Substanzen, ist daher falsch.

### Silikonöle
Silikonöle basieren auf Polymeren und Copolymeren aus Silizium-Sauerstoff-Einheiten und organischen Seitenketten. Silikonöl ist relativ unempfindlich gegenüber Oxidation, Wärme und anderen Einflüssen. Es findet als Bestandteil von Kosmetika, als Entschäumer und Schmiermittel Verwendung. Im chemischen Labor wird Silikonöl als Wärmeübertragungsflüssigkeit benutzt.

## Anwendungen
- als Schmierstoff siehe Schmieröl
- als Arzneimittel und Arzneimittelzutat; siehe Ätherische Öle#Medizin und Naturheilkunde
- Brennstoff/Kraftstoff: Dieselkraftstoff, Heizöl
- Fabrikationsöl
- Hydraulikflüssigkeit
- Lösemittel: Es gibt viele unpolare Stoffe, die sich in Öl gut lösen. Das wird in technischen Produktionsprozessen und in der Lebensmittelherstellung genutzt.
- Thermoöle werden in Wärmeübertragungsanlagen zur Übertragung von Wärmeenergie verwendet (Wärmeträger). Es wird in Erhitzern erwärmt und über Rohrleitungen an die Stellen transportiert, an denen ein Produkt erwärmt werden muss. Dies geschieht in einem geschlossenen Kreislauf. Der große Vorteil von Thermoöl gegenüber Wasser ist der wesentlich höhere Siedepunkt. So kann eine Temperatur von über 300 °C erreicht werden. Thermoöl kann sowohl aus synthetischen Ölen als auch aus organischen Ölen hergestellt werden.
- Schneidöl ist ein nichtwassermischbares Kühlschmiermittel zur Verbesserung zerspanender Prozesse.
- Wellenberuhigungsöl wurde in der Schifffahrt eingesetzt, um den Wellengang auf hoher See zu verringern.
- Härteöl wird als Abschreckmedium beim Härten von Metallen eingesetzt. Hierbei ist die Abkühlgeschwindigkeit langsamer als beim Abschrecken mit Wasser.
- zur Isolation spezieller Hochspannungsleitungen (Ölkabel).
- Salböl

## Sonstiges
- Unter einer Öle versteht man in der deutschsprachigen Schweiz auch eine Ölmühle.
- Öl und Wasser lassen sich mit Hilfe von Tensiden (Emulgatoren) mischen. Es bilden sich Emulsionen. Manche Lebensmittel sind natürliche Emulsionen: (a) Milch ist eine Emulsion von Öl in Wasser. (b) Butter ist eine Emulsion von Wasser in Öl bzw. Fett.
- Fette Öle lassen sich durch Hydrierung (Fetthärtung) der ungesättigten Fettsäuren in feste Fette (Margarine) überführen.
- Der Ausdruck „Das geht runter wie Öl“ bezeichnet den „Abgang“ von Bier, vergleiche dänisch øl oder englisch ale, kann aber auch bedeuten, dass ein Kompliment wohlwollend zur Kenntnis genommen wird.